# Concórdia do Pará
Concórdia do Pará é um município brasileiro do estado do Pará, pertencente a Microrregião de Tomé-Açu.

## Geografia
Localiza-se no norte brasileiro, a uma latitude 02º00'06" sul e longitude 47º56'59" oeste, estando a uma altitude de 44 metros do nível do mar. O município possui uma população estimada em 31 352 mil habitantes distribuídos em 690,947 km² de extensão territorial.

## História
Concórdia do Pará surgiu no auge da extração de madeira na década de 60. Primeiramente foi aberta uma estrada, em direção ao município de Tomé-Açu, a qual atraiu diversos migrantes. Antes, era distrito pertencente ao município de Bujaru. Em 1988, iniciou-se o processo de emancipação político-administrativa de Concórdia do Pará, através de seu representante Walmir de Araújo Alves, vereador na época.

## Geografia
Distante cerca de 130 km da capital paraense, este município é privilegiado por estar numa região de fácil acesso, e economia ligada à capital.

## Economia
Sua principal atividade econômica é a pimenta do reino e a agricultura de subsistência, tendo como principal produto, a farinha de mandioca. Atualmente, através das empresas Biopalma da Amazônia S.A. e Dendê do Tauá S.A., vem sendo intensificado o plantio do dendê, visando a produção de biodiesel.

#### Receitas anuais
- empenhadas:                                                                               R$ 212.249.905,02
- Liquidadas:                                                                                  R$ 205.984.504,72
- Pagas:                                                                                         R$ 198.956.585,25
- Receitas orçamentárias brutas realizadas:                                 R$ 203.388.577,52
- Correntes:                                                                                    R$ 200.200.290,99
- Capital:                                                                                        R$ 3.188.286,53